# Patía (rijeka)
Patía (špa. Río Patía) je rijeka u Kolumbiji. Nalazi se na jugozapadu zemlje, u blizini granice s Ekvadorom, a ulijeva se u Tihi ocean sjeverno od grada Tumaca. Sa duljinom od oko 400 km, Patía je najduža rijeka na kolumbijskoj pacifičkoj obali. Posljednjih 90 km je plovna brodom.

## Geografija
Rijeka Patía izvire u departmanu Cauca južno od grada Popayána u blizini grada Timbía. Izvor rijeke je u procjepu između Zapadnih i Središnjih Anda, vrlo blizu izvora rijeke Cauce.
Patía teče prema zapadu iz središnjeg masiva Kolumbije, probija se kroz Zapadne Kordiljere i ulijeva se u Tihi ocean . U svom gornjem dijelu prolazi kroz oblačne šume i planinske šume. Središnji dio rijeke teče kroz ekoregiju suhih šuma doline Patía. Donji dio zapadno od Zapadnih Kordiljera teče kroz džungle Chocó u pacifičkoj regiji. Patía se napaja pritocima Quilcacé, Guachicono, Mayo, Juanambú, Pasto i Guaitara.

## Patía u popularnoj kulturi
Akvarel Manuela Maríe Paza iz 1853. prikazuje mestiza ili domorodačku obitelj na konju kako pase stoku na polju u blizini rijeke Patía. 

## Vanjske poveznice
|  | Zajednički poslužitelj ima još gradiva o temi Patía (rijeka) |